# Barry Smith (Eishockeytrainer)
Barry Smith (* 21. August 1952 in Buffalo, New York) ist ein US-amerikanischer Eishockeytrainer, der seit Januar 2019 wieder als Director of Player Evaluation der Chicago Blackhawks in der National Hockey League tätig ist.

## Karriere
1972 beendete Barry Smith sein Studium am Ithaca College als Master of Education mit der Fachrichtung Sport. Am College hatte er Eishockey und American Football gespielt.
Seine Trainerlaufbahn begann er dann 1975, als er Cheftrainer der Eishockeymannschaft des Elmira College wurde. Drei Mal gewann er mit dem Team den Titel der Eastern Collegiate Athletic Conference und nahm einmal am Finale der NCAA teil.
Nach sechs Jahren am Elmira College verließ er Nordamerika und trainierte in den folgenden Jahren Teams in Schweden und Norwegen. Gleichzeitig war er Assistenz-Trainer der norwegischen Eishockeynationalmannschaft und als Scout des NHL-Team Buffalo Sabres für die europäischen Spieler zuständig.
1986 kehrte er zurück in seine Heimat und wurde Assistent von Trainerlegende Scotty Bowman in Buffalo. Dort blieb auch nach dem Weggang von Bowman bis zum Jahr 1989. Für ein Jahr kehrte er nach Europa zurück und übernahm den Job als Cheftrainer des italienischen Verein HC Alleghe und der italienischen Eishockeynationalmannschaft.
Zurück in den USA erhielt er den Posten als Assistenz-Trainer der Pittsburgh Penguins in der NHL unter Cheftrainer Bob Johnson. Die Saison verlief sehr erfolgreich und das Team gewann seinen ersten Stanley Cup. Nach der Saison legte Johnson wegen einer Krebserkrankung, an der er fünf Monate später starb, sein Amt nieder. Scott Bowman übernahm das Team und Smith gehörte weiterhin zum Team, das den Stanley Cup verteidigen konnte.
Gemeinsam mit Bowman verließ Smith im Sommer 1993 die Pittsburgh Penguins und beide wechselten zu den Detroit Red Wings. 1996 arbeitete er nebenbei als Assistent für das schwedische Nationalteam beim World Cup of Hockey und übernahm den Posten als Cheftrainer der Malmö Redhawks aus der schwedischen Elitserien und blieb bis zum Saisonende in Schweden. Er kehrte aber rechtzeitig zu den Playoffs der NHL zurück nach Detroit, wo er mit den Red Wings den Stanley-Cup-Sieg 1997 feiern konnte. 1998 verteidigten die Red Wings den Stanley Cup. Zwischendurch war er als Co-Trainer mit dem schwedischen Nationalteam bei den Olympischen Winterspielen 1998 in Nagano. Während der Saison 1998/99 übernahmen Smith und Dave Lewis, damals ebenfalls Assistenz-Trainer in Detroit, den Posten als Cheftrainer, da Bowman über gesundheitliche Probleme klagte.
Nach Bowman’s Rückkehr konnten sie noch einmal im Jahr 2002 einen Stanley-Cup-Sieg feiern. Der Cheftrainer gab daraufhin sein Karriereende bekannt und Dave Lewis war sein Nachfolger. Barry Smith arbeitete noch weitere zwei Jahre im Trainerstab der Red Wings.
Nach dem Ausfall der Saison 2004/05 verließ Smith nach 12 Jahren die Red Wings und wurde im August 2005 Assistenztrainer von Wayne Gretzky bei den Phoenix Coyotes.
Nach zwei enttäuschenden Jahren in Phoenix verließ er das Team, um den Posten des Cheftrainers von SKA St. Petersburg in der russischen Superliga zu übernehmen. Dort war er drei Jahre tätig und erreichte mit der Mannschaft stets die Playoffs, ohne besondere Erfolge zu erzielen. Im Anschluss war Smith als Scout bei den Chicago Blackhawks tätig. Im März 2011 nahm er ein Angebot des HC Lugano an, um dort als Cheftrainer zu fungieren. Am 22. Oktober 2011 trat Smith mit sofortiger Wirkung als Cheftrainer des HC Lugano zurück, nachdem die Mannschaft im Auswärtsspiel bei den Kloten Flyers eine 0:9-Niederlage erlitten hatte.
Anschließend kehrte Smith zu den Blackhawks zurück, bei denen er fortan als Director of Player Development bzw. Director of Player Evaluation tätig war. Im Zuge der Entlassung von Joel Quenneville kehrte er in Chicago als Trainer hinter die Bande zurück, als die Blackhawks ihn dem neuen Cheftrainer Jeremy Colliton zur Seite stellten. Im Januar 2019 kehrte er jedoch wieder in seine Rolle als Director of Player Evaluation zurück.

## Erfolge und Auszeichnungen

### Als Assistenztrainer
- Stanley Cup 1991, 1992 (mit Pittsburgh), 1997, 1998 und 2002 (mit Detroit)